# Luca Dodi
Luca Dodi (Parma, 16 mei 1987) is een Italiaans wielrenner. Dodi rijdt sinds 2013 bij de World Tour ploeg Lampre-Merida.

## Belangrijkste overwinningen
2007
- Coppa Varignana
- Osteria Grande
- Eindklassement Giro Ciclisto Pesche Nettarine di Romagna
- Memorial Davide Fardelli

2009
- GP Caduti di Soprazocco

## Resultaten in voornaamste wedstrijden
| \| Jaar \| Ronde van Italië \| Ronde van Frankrijk \| Ronde van Spanje \| \| ---- \| ---------------- \| ------------------- \| ---------------- \| \| 2013 \| \| \| 129e \|(*) tussen haakjes aantal individuele etappe-overwinningen |                  |                     |                  |
| Jaar | Ronde van Italië | Ronde van Frankrijk | Ronde van Spanje |
| 2013 |                  |                     | 129e             |

Barla · Bisolti · Boifava · Busato · Cominelli · De Maria · Dodi · Frapporti · Karimov · Palini · Ratti · Gadda (stagiair) · Spreafico (stagiair)
Anacona ·
Bono ·  
Cattaneo ·
Cimolai ·   
Cunego ·
Dodi ·
Đurasek ·
Favilli ·
Ferrari ·
Graziato ·
Lloyd ·
Malori ·
Mori ·
Niemiec ·
Palini ·
Petacchi (tot 23/04) ·
Pietropolli ·
Polanc ·
Pozzato ·
Richeze ·
Scarponi ·
Serpa ·
Stortoni ·
Ubeto ·
Ulissi ·
Viganò ·
Wackermann ·
Bonifazio (stagiair) ·
Cambianica (stagiair) ·
Conti (stagiair)
Anacona · Bonifazio · Bono · Cattaneo · Cimolai · Conti · Costa  · Cunego · Dodi · Đurasek · Favilli · Ferrari · Horner · Modolo · Mori · Niemiec · Oliviera · Palini · Polanc · Pozzato · Richeze · Serpa · Ulissi · Valls · Wackermann · Xu · Kasjavy (stagiair) · Vaccher (stagiair)